# Seracettin Kırklar
Seracettin Kırklar (* 1929 in Bandırma; † 1995 in der Türkei) war ein türkischer Fußballspieler und -trainer. Durch seine lange Tätigkeit für Fenerbahçe Istanbul wird er mit diesem Vereinen assoziiert. Aufgrund seiner engen Manndeckung und körperbetonten Spielweise wurde er zu Spielerzeiten als Kasap Seracettin (dt. Seracettin der Schlachter bzw. Schlachter Seracettin) bezeichnet.

## Spielerkarriere

### Verein
Kırklar begann mit dem Fußballspielen in Çanakkale und spielte Anschließend für Afyon Demirspor. 1948 zog er mit seiner Familie wieder nach Bandırma, seiner Geburtsstadt. Hier spielte er dann für Bandırma İdmanyurdu Gençlik, einem der Vorgängervereine von Bandırmaspor. Bei diesem Verein kam er in einer Testspielpartie gegen İstanbulspor zum Einsatz und fiel seinem Gegenspieler İbrahim İskeçe auf. Dieser hatte vor seinem Wechsel zu Istanbulspor im Sommer 1947 jahrelang für Fenerbahçe Istanbul gespielt und empfahl den Verantwortlichen von Fenerbahçe, Kırklar zu verpflichten. Durch die Bemühungen von Rıfat Takunyacıoğlu und Kemal Yücel (auch als Falso Kemal bekannt) wechselte Kırklar im Laufe der Saison 1948/49 zu Fenerbahçe.
Zum Zeitpunkt seines Wechsels zu Fenerbahçe spielte dieser Verein in der İstanbul Futbol Ligi (dt.: Istanbuler Fußballliga). Zu dieser Zeit existierte in der Türkei keine landesübergreifende Profiliga. Stattdessen existierten in den Ballungszentren wie Istanbul, Ankara und Izmir regionale Ligen, von denen die Istanbuler Fußballliga als die renommierteste galt. In dieser Liga spielten u. a. zusammen mit Fenerbahçe die zwei anderen großen Istanbuler Vereine Fenerbahçe und Beşiktaş. In diesem Umfeld gab Kırklar am 17. April 1949 in der Ligapartie gegen Beykozspor sein Profidebüt.
Bereits nach einer Saison und einem Pflichtspieleinsatz wurde er zur Saison 1949/50 an Göztepe Izmir abgegeben. Mit diesem Verein spielte er eine nicht näher bekannte Zeit in der İzmir Futbol Ligi (dt.: Fußballliga İzmir) und kehrte anschließend wieder nach Bandırma İdmanyurdu Gençlik zurück.
Im Sommer 1953 wechselte von Bandırma erneut nach Istanbul, dieses Mal zu Kasımpaşa Istanbul. Hier spielte er mit seinem Verein in der İstanbul Profesyonel Ligi (dt.: Istanbuler Profiliga), der im 1952 neu eingeführten Nachfolgeliga der Istanbuler Fußballliga. Hier etablierte er sich in drei Spielzeiten zu einem der wichtigsten Leistungsträger seiner Mannschaft und beendete die Saison 1955/56 mit vier Toren in 17 Ligaspielen. Zudem schaffte er es 1956 auch zum türkischen Nationalspieler.
Nach seinen zuletzt guten Leistungen bei Kasımpaşa wurde er zur Saison 1956/57 gegen eine Ablösesumme von 15.000 Türkische Lira zum zweiten Mal in seiner Laufbahn von Fenerbahçe Istanbul verpflichtet. Entgegen seiner ersten Periode bei Fenerbahçe gelang ihm dieses Mal auf Anhieb der Sprung in die Nationalmannschaft. Nach einem kurzen verletzungsbedingten Auswahl im November 1956 absolvierte nahezu alle Pflichtspiele seiner Mannschaft. Mit seinem Verein beendete er die Saison als Istanbuler Meister der und sicherte sich damit die Meisterschaft der Istanbuler Profiliga. In seiner zweiten Saison absolvierte er lediglich vier Ligaspiele für Fenerbahçe und verfehlte mit diesem die Titelverteidigung in der Meisterschaft. Die nächste Spielzeit, die Spielzeit 1958/59, reduzierten sich Kırklars Pflichtspieleinsätze auf zwei Ligaspiele. Sein Verein beendete die Saison als Istanbuler Meisterschaft und sicherte sich damit die letzte Meisterschaft dieser Istanbuler Profiliga. Obwohl die türkische Fachpresse nach dieser Saison auf ein Verkauf von Kırklar spekulierte verlängerte sein Verein Kırklars ausgelaufenen Vertrag. Ab Frühjahr 1959 nahm Kırklar dann mit Fenerbahçe an der neugegründeten und landesweit ausgelegten Millî Lig (der heutigen Süper Lig) teil. Diese Liga wurde im Frühjahr 1959 als die erste landesweit ausgelegte Nationalliga der Türkei gegründet und löste die regionalen Ligen in den größeren Ballungszentren, wie z. B. die İstanbul Profesyonel Ligi, als höchste und einzige türkische Spielklasse ab. Die erste Spielzeit der Millî Lig wurde von Februar 1959 bis Juni 1959 ausgespielt und endete mit einem Sieg von Fenerbahçe Istanbul. Kırklar absolvierte nur zwei Pflichtspiele seiner Mannschaft und wurde mit seinem Team erster türkischer Fußballmeister. In der zweiten Saison misslang die Titelverteidigung der Meisterschaft. Stattdessen gewann die Mannschaft den Cemal-Gürsel-Pokal.
Zur Saison 1960/61 wechselte Kırklar zum Ligarivalen und seinem früheren Klub Göztepe Izmir. Für diesen Verein spielte er die nächsten vier Spielzeiten lang.
Im Sommer 1964 wurde seitens der türkischen Presse erklärt, dass Kırklar bei einer deutschen Zweitligamannschaft aus Karlsruhe fortan als Spielertrainer tätig sein wird und um eine Vertragsauflösung mit Göztepe gebeten habe. Nach einer Quelle verließ er Göztepe in Richtung dieser deutschen Mannschaft, nach anderen wechselte er zum türkischen Zweitligisten Antalyaspor.
Zur Saison 1965/66 wechselte er zu Bandırmaspor, dem erst neu gegründeten Verein seiner Heimatstadt Bandırma. Dieser Klub wurde durch die Stadtnotabelen auf Drängen des türkischen Fußballverbandes durch die Fusion einiger örtlicher Vereine wie Bandırma İdmanyurdu Gençlik, für den Kırklar vorher gespielt hatte, gegründet und erhielt durch diese Fusion die Teilnahmegenehmigung an der Türkiye 2. Futbol Ligi, der zweiten türkischen Liga. Als bekanntester Fußballspieler Bandırmas wurde Kırklar verpflichtet und zum ersten Mannschaftskapitän ernannt. Nachdem er am Anfang der Saison 1966/67 noch bei Bandırmaspor im Kader geführt wurde, beendete er im Herbst 1966 seine Karriere.

### Nationalmannschaft
Am 1. Mai 1956 wurde Kırklar vom Nationaltrainer Giovanni Varglien im Rahmen eines Testspiels gegen die brasilianische Nationalmannschaft zum ersten Mal für das Aufgebot der türkischen Nationalmannschaft nominiert und absolvierte in dieser Begegnung sein erstes und einziges A-Länderspiel.

## Trainerkarriere
Kırklar beendete in den ersten Wochen der Saison 1966/67 seine Karriere und begann direkt im Anschluss daran den Zweitligisten Antalyaspor zu betreuen.
Zur Saison 1968/69 begann er Bandırmaspor als Cheftrainer zu betreuen.
1971 war er als Trainer bei Iskenderunspor tätig. Nachdem er bis zum Winter 1972/73 für den Klub tätig gewesen war, begann er ab Frühjahr 1973 Denizlispor zu betreuen.
Am Anfang der Spielzeit 1976/77 übernahm er den Zweitligisten Gaziantepspor. 1978 übernahm er ein weiteres Mal Iskenderunspor und trainierte diesen bis zum Oktober 1978. Im Dezember 1978 war er kurze Zeit für den Posten des Trainers der türkischen Nationalmannschaft im Gespräch.
1980 begann er ein weiteres Mal Bandırmaspor zu trainieren. 1983 trainierte er Göztepe Izmir.

## Erfolge
Mit Fenerbahçe Istanbul
- Meister der İstanbul Profesyonel Ligi: 1956/57, 1958/59
- Türkischer Meister: 1959
- Cemal-Gürsel-Pokalsieger: 1959/60